# Comuna Bogdănița, Vaslui
Bogdănița este o comună în județul Vaslui, Moldova, România, formată din satele Bogdănița (reședința), Cârțibași, Cepești, Coroiești, Rădăești, Schitu și Tunsești.

## Obiective turistice
- Mănăstirea Bogdănița  Arhivat în 29 septembrie 2007, la Wayback Machine.
- Biserici din lemn - monumente istorice la Cârțibași, Bogdănița și Cepești

## Administrație
Comuna Bogdănița este administrată de un primar și un consiliu local compus din 9 consilieri. Primarul, Ioan Burdujanu[*], de la Partidul Național Liberal, este în funcție din 1 noiembrie 2024. Începând cu alegerile locale din 2024, consiliul local are următoarea componență pe partide politice:
|  | Partid                          | Consilieri | Componența Consiliului | Componența Consiliului | Componența Consiliului |
|  | ------------------------------- | ---------- | ---------------------- | ---------------------- | ---------------------- |
|  | Alianța pentru Unirea Românilor | 3          |                        |                        |                        |
|  | Partidul Național Liberal       | 3          |                        |                        |                        |
|  | Partidul PRO România            | 1          |                        |                        |                        |
|  | Partidul Social Democrat        | 1          |                        |                        |                        |
|  | Partidul Puterii Umaniste       | 1          |                        |                        |                        |

- Proiecte de investitii: SAPARD - Infrastructură Coroiești - Tunsești
- FRDS - Infrastructură Tunsești
- 2 Școli construite cu fonduri de la Banca Mondială
- În viitor - Construirea unei școli cu aceleași fonduri în satul Cepești
- Telecentru în satul Cepești (centru de telecomunicații)

## Demografie
Componența etnică a comunei Bogdănița
     Români (77,79%)
     Romi (1,01%)
     Alte etnii (0%)
     Necunoscută (21,21%)
Componența confesională a comunei Bogdănița
     Ortodocși (78,02%)
     Alte religii (0,7%)
     Necunoscută (21,28%)
Conform recensământului efectuat în 2021, populația comunei Bogdănița se ridică la 1.292 de locuitori, în scădere față de recensământul anterior din 2011, când fuseseră înregistrați 1.437 de locuitori. Majoritatea locuitorilor sunt români (77,79%), cu o minoritate de romi (1,01%), iar pentru 21,21% nu se cunoaște apartenența etnică. Din punct de vedere confesional, majoritatea locuitorilor sunt ortodocși (78,02%), iar pentru 21,28% nu se cunoaște apartenența confesională.

## Istorie
La sfârșitul secolului al XIX-lea, comuna făcea parte din plasa Simila a județului Tutova și era alcătuită din satele Bogdănița, Tunșești de Jos, Tunșești de Sus, Schitu-Cârtibași, Schitu-Bogdănița, Coroiești și Gura-Văii, cu o populație de 999 de locuitori. În comună funcționa o școală și două biserici.
Anuarul Socec din 1925 consemnează deja contopirea satelor Tunșești de Sus și Tunșești de Jos, într-un singur sat Tunșești, comunei Bogdănița alipindu-se și satele Cepești și Rădăești. Comuna continuă să fie parte din aceiași plasă, cu o populație de 3689 de locuitori (în satele Bogdănița, Schitu-Bogdănița, Schitu-Cârtibași, Coroiești, Cepești, Tunșești, Cernați și Rădăești). În anul 1931, comuna era împărțită în satele Bogdănița, Tunșești, Coroiești, Cepești, Schitu, Rădăești, Cârtibași, Cernuți și Bârjoveni.
În 1950, județele au fost desființate, după venirea regiumului comunist la putere, iar comuna a fost înglobată în regiunea Bârlad, dar după șase ani mai târziu, regiunea se desființează, iar comuna a fost transferată regiunii Iași.
În anul 1968, se revine la împărțirea țării pe județe, iar comuna a fost transferată județului Vaslui. Tot atunci, satele Cernați și Bârjoveni au fost desființate și contopite cu satele Cepești și Rădăești.

## Personalități născute aici
- Dumitru Bejan (n. 1928), om politic din perioada comunistă.